# Juan Soriano
Juan Soriano, mehiški slikar in kipar, * 18. avgust 1920, Guadalajara, † 10. februar 2006, Ciudad de Mexico.